# Lubawka
Lubawka [lu'bafka] (deutsch Liebau i. Schlesien) ist eine Stadt im Powiat Kamiennogórski (Kreis Landeshut) in der Woiwodschaft Niederschlesien in Polen. Sie ist Sitz der gleichnamigen Stadt- und Landgemeinde.

## Geographische Lage

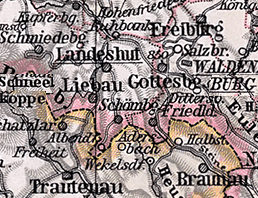
Liebau südlich von Landeshut auf einer Landkarte von 1905

Die Stadt liegt in Niederschlesien, neun Kilometer südlich von Kamienna Góra (Landeshut) zwischen dem Riesengebirge, dem Rabengebirge und dem Waldenburger Bergland.
Südlich der Stadt befindet sich der 516 m hoch gelegene Gebirgspass „Liebauer Tor“ (polnisch Brama Lubawska, tschechisch Lubavská brána), der durch seine Verbindung von Schlesien nach Böhmen seit frühester Zeit von Bedeutung war, da über ihn ein Handelsweg von Nord- nach Südeuropa führte. Die Grenze zu Tschechien ist drei Kilometer südlich entfernt. Für Wanderer ist Lubawka ein beliebter Ausgangspunkt in die Adersbach-Weckelsdorfer Felsenstadt (tschechisch Adršpašsko-teplické skály). In der Nähe liegen der Nationalpark Riesengebirge, das Reservat Kruczy Kamień im Rabengebirge sowie das Kloster Grüssau. Höchster Berg der Gegend ist mit 1188 m der Łysocina (Kolbenberg) am Kolbenkamm des Riesengebirges.

## Geschichte

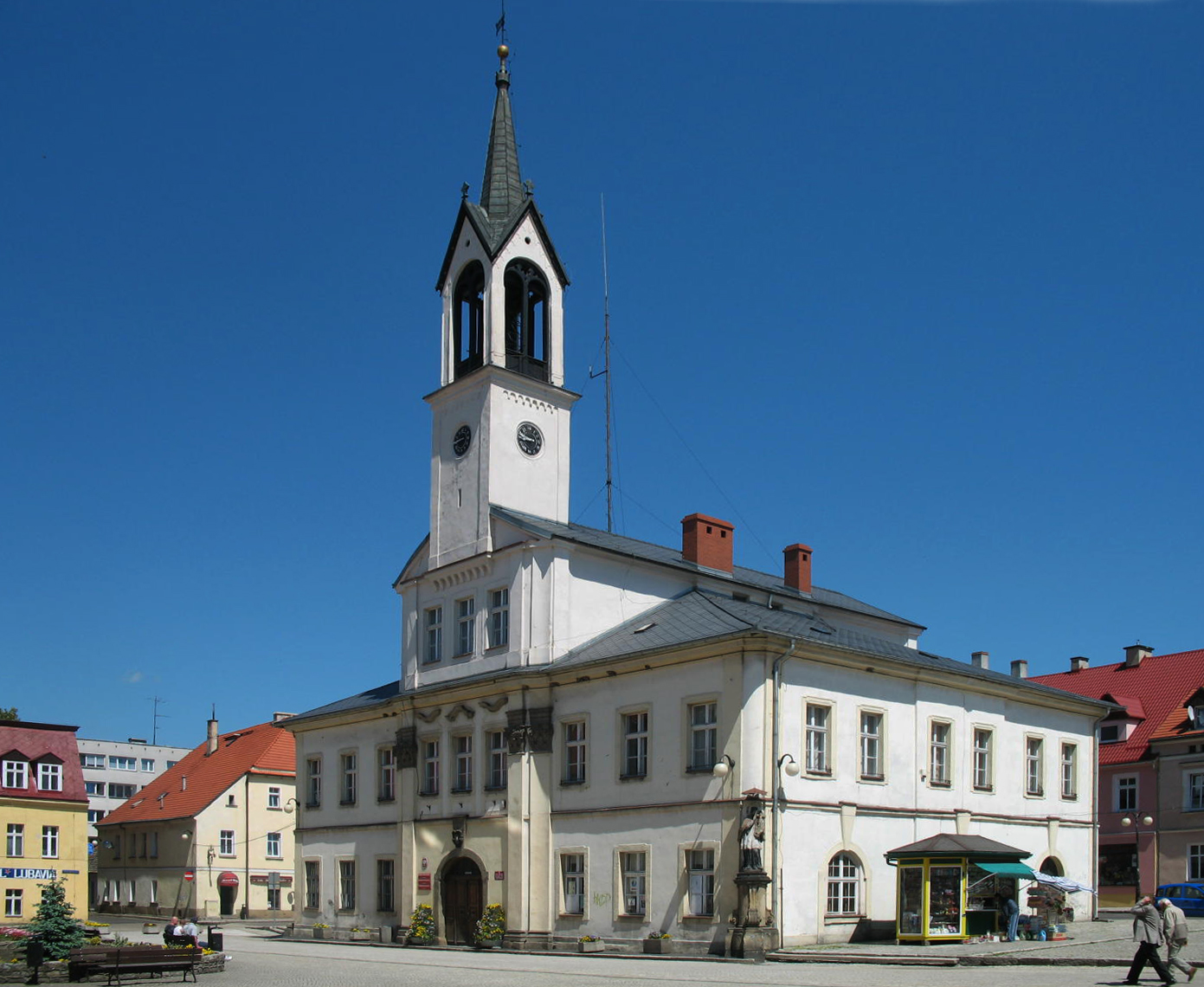
Ring mit Rathaus und Nepomuk-Statue

Nachdem es den Mönchen des Benediktinerklosters Grüssau, das von Kloster Opatowitz aus gegründet worden war, nicht gelungen war, die Gegend zu kolonisieren, kaufte Herzog Bolko I. von Löwenberg-Jauer dem Opatowitzer Abt 1289 die Grüssauer Güter ab und erhielt zudem von König Wenzel II. die Stadt Schömberg mit einigen Dörfern geschenkt. 1292 gründete Bolko I. das Grüssauer Zisterzienserkloster, dem er umfangreiche Ländereien zuwies sowie neben einer für 1284 belegten Siedlung die „neue Stadt Liebau“ („nova civitas Lubavia“), die dem Kloster als ein wirtschaftlicher Mittelpunkt diente. Die Stadt war unbefestigt und rechtlich den anderen herzöglichen Städten gleichgestellt. Über den langgestreckten Markt verlief die Straße vom böhmischen Trautenau nach dem schlesischen Landeshut. Für 1293 ist ein Landvogt nachgewiesen, 1360 lagen die Vogteirechte beim Kloster Grüssau, das bis zu Säkularisation 1810 im Besitz von Liebau blieb.
Nach dem Tod des Herzogs Bolko II. 1368 gelangte Liebau zusammen mit dem Herzogtum Schweidnitz-Jauer erbrechtlich an den böhmischen König Wenzel, der ein Sohn der Herzogin Anna von Schweidnitz war. Allerdings verfügte Bolkos II. Witwe Agnes von Habsburg bis zu ihrem Tod 1392 über die Nutznießung des nunmehr böhmischen Erbfürstentums Schweidnitz-Jauer. In den Hussitenkriegen wurde die Stadt zwischen 1425 und 1431 mehrmals zerstört. 1526 gelangte Schlesien zusammen mit der Krone Böhmen an die Habsburger. In dieser Zeit entwickelte sich die Textilindustrie. Die Weber der Stiftsdörfer waren verpflichtet, ihre Produkte auf dem Liebauer Wochen- und Leinenmarkt zu verkaufen. Die wirtschaftliche Entwicklung wurde durch den Dreißigjährigen Krieg unterbrochen. Zum erneuten wirtschaftlichen Aufschwung kam es im 18. Jahrhundert, obwohl am 11. Oktober 1734 die gesamte Stadt abbrannte und es 1736 sowie 1737 zu schweren Überschwemmungen kam.
Nach dem Ersten Schlesischen Krieg 1742 fiel Liebau zusammen mit dem größten Teil Schlesiens an Preußen. Durch die Zunahme der Handwerksbetriebe sowie der Tuch- und Strumpfmanufakturen florierte der Handel. Für das Jahr 1784 sind in Liebau 101 Leinenweber belegt. Deren unsoziale Arbeitsbedingungen führten 1793 zu Weberunruhen. Nach der Neugliederung Preußens gehörte die Stadtgemeinde Liebau seit 1815 zur Provinz Schlesien und war 1816–1945 dem Landkreis Landeshut eingegliedert. 1848 vernichtete ein Feuer den Großteil der Stadt. 1857 wurde eine mechanische Weberei in Betrieb genommen, der vier weitere folgten. Mit Eröffnung der Bahnstrecke Ruhbank–Liebau 1869 erhielt die Stadt Anschluss an das Eisenbahnnetz. Die Strecke wurde 1875 durch die Süd-Norddeutsche Verbindungsbahn grenzüberschreitend nach Josefstadt in Böhmen verlängert. 1873 erfolgte die Inbetriebnahme einer Glashütte. Die wirtschaftliche Krise nach dem Ersten Weltkrieg konnte zum Teil durch den steigenden Fremdenverkehr ausgeglichen werden.
Während des Zweiten Weltkrieges wurde ein Lager für Zwangsarbeiter, 1944 eine Außenstelle des KZ Groß-Rosen errichtet, in der 500 jüdische Frauen gefangen gehalten wurden. Nach Kriegsende wurde Liebau 1945 zusammen mit fast ganz Schlesien von der sowjetischen Besatzungsmacht unter polnische Verwaltung gestellt. Sie führte den polnischen Ortsnamen Lubawka ein. Die deutsche Bevölkerung wurde 1945 bis 1947 vertrieben.
1961 betrug die Zahl der Einwohner 6481. 1975 bis 1998 gehörte Lubawka zur Woiwodschaft Jelenia Góra. Die Bahnstrecke wurde 2004 stillgelegt, das repräsentative klassizistische Bahnhofsgebäude, das die Bedeutung des früheren Grenzbahnhofs Liebau zum Ausdruck brachte, verfiel nach einem Brand zur Ruine.

### Bevölkerungsentwicklung
| Jahr | Einwohner | Anmerkungen                                           |
| ---- | --------- | ----------------------------------------------------- |
| 1890 | 5036      | davon 1332 Evangelische, 3684 Katholiken und 19 Juden |
| 1933 | 5556      | [ 2 ]                                                 |
| 1939 | 5700      | [ 2 ]                                                 |
| 1961 | 6481      |                                                       |

## Gemeinde
Zur Landgemeinde Lubawka gehören die Ortsteile (deutsche Namen amtlich bis 1945):
- Błażejów (Blasdorf b. Schömberg)
- Błażkowa (Blasdorf b. Liebau)
- Bukówka (Buchwald)
- Chełmsko Śląskie (Schömberg)
- Jarkowice (Städtisch Hermsdorf)
- Miszkowice (Michelsdorf)
- Niedamirów (Kunzendorf)
- Okrzeszyn (Albendorf)
- Opawa (Oppau)
- Paczyn (Petzelsdorf)
- Paprotki (Städtisch Hartau)
- Stara Białka (Alt Weißbach)
- Szczepanów (Tschöpsdorf)
- Uniemyśl (Berthelsdorf)

Stadtteile von Lubawka sind:
- Ullersdorf wurde 1945 in „Ulanowice“ umbenannt und später als Stadtteil „Ulanowice (Podlesie)“ mit der Stadt Lubawka verbunden.
- Jurkowice (Grüssauisch Dittersbach)

## Sehenswürdigkeiten

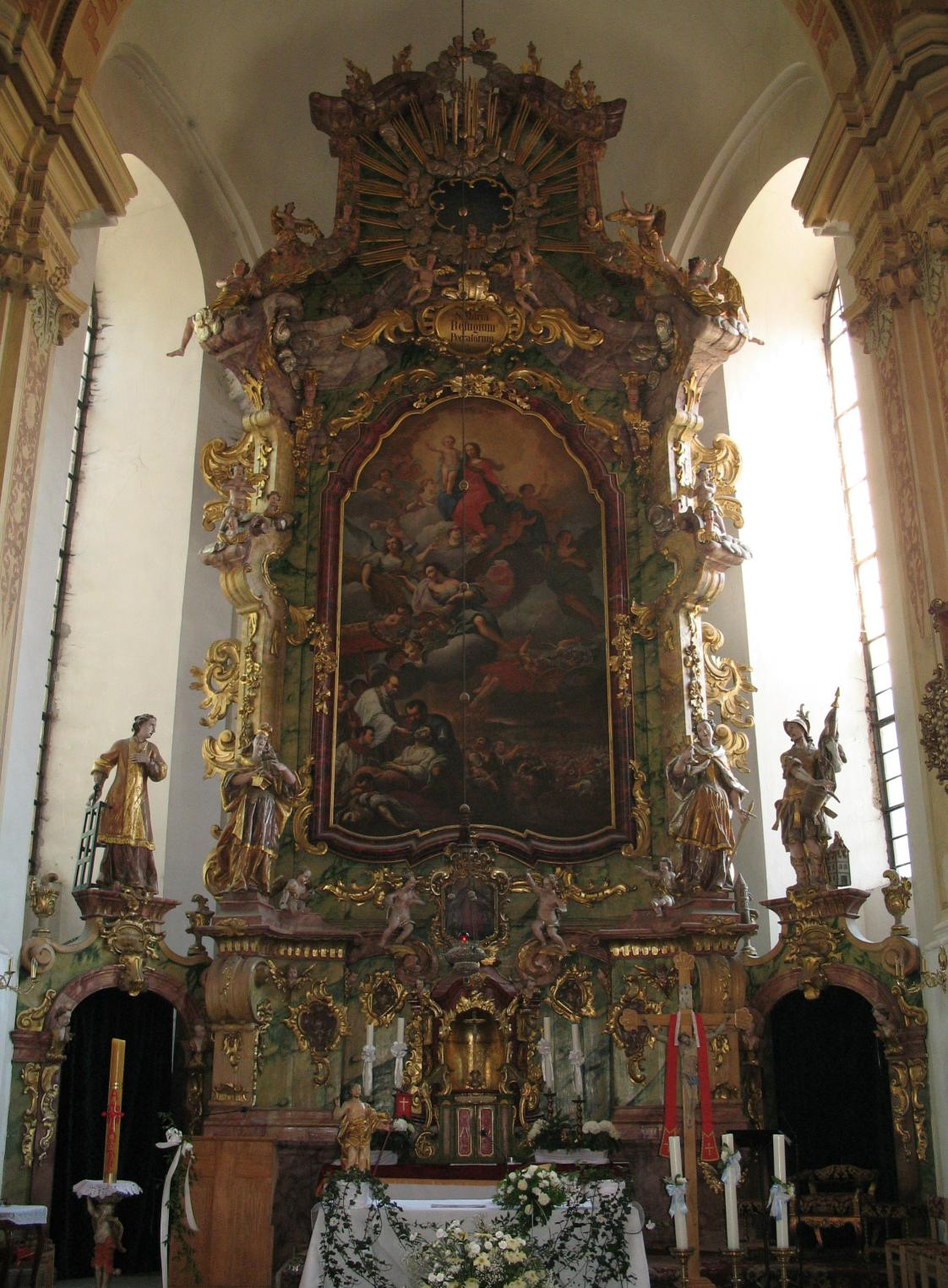
Hochaltar

- Die Häuser auf dem Ring (Rynek) stammen überwiegend aus dem 17. und 18. Jahrhundert. Die Laubengänge sind nur teilweise erhalten.
- Das Rathaus wurde 1725 nach Plänen des Architekten Felix Anton Hammerschmidt im Barockstil errichtet. Die Figur des hl. Johann von Nepomuk an der Gebäudeecke stammt aus dem Jahre 1727, der neugotische Turmhelm aus dem Jahre 1864.
- Die Pfarrkirche Mariä Himmelfahrt (Kościół Wniebowzięcia NMP) wurde Ende des 15. Jahrhunderts an der Stelle eines Vorgängerbaus errichtet und 1609–15 umgebaut. 1735–36 erfolgte eine Barockisierung durch den Stiftsbaumeister Joseph Anton Jentsch. Auch die Ausstattung schufen Künstler der Grüssauer Werkstatt: Joseph Anton Lachel den Hauptaltar, Felix Anton Scheffler mehrere Ölgemälde. Die Kanzel stammt aus dem 17. Jahrhundert, das Taufbecken und zahlreiche Figurengruppen sowie die Skulptur der hl. Barbara vor der Kirche stammen aus dem 18. Jahrhundert.
- Das zweigeschossige Pfarrhaus wurde um 1735 errichtet und im 19. Jahrhundert umgebaut. Im Inneren befinden sich Deckengemälde mit allegorischen Szenen.
- Die Pfarrkirche St. Anna (Kościół Św. Anny) diente ursprünglich als Friedhofskapelle und war dem Hl. Kreuz geweiht. Sie wurde 1696–98 unter Abt Dominicus Geyer errichtet und wird dem Stiftsbaumeister Martin Urban zugeschrieben. Der Hauptaltar von 1803 enthält eine Figur der hl. Anna selbdritt aus dem 1. Viertel des 16. Jahrhunderts. Die Seitenaltäre stammen aus dem Jahr 1702, die Skulpturen auf den Konsolen aus dem Anfang des 18. Jahrhunderts.
- Östlich der Stadt auf dem „Heiligen Berg“ befinden sich Kreuzwegstationen und Kapellen aus dem Jahre 1822. Die Skulpturen schuf der Bildhauer Johann Sühardt.

## Söhne und Töchter
- Otto Mueller (1874–1930), deutscher Maler des Expressionismus
- Johann-Georg Richert (1890–1946), deutscher Offizier, zuletzt Generalleutnant im Zweiten Weltkrieg
- Erich Wiese (1891–1979), deutscher Kunsthistoriker und Museumsleiter
- Wolfgang Liebeneiner (1905–1987), deutscher Schauspieler und Regisseur
- Ludwig Pohl (1932–2020), deutscher Chemiker
- Volker Sieg (* 1937), deutscher Architekt
- Henryk Kmiecik (1953–2023), Politiker
- Ryszard Zbrzyzny (* 1955), Politiker

Lubawka (Liebau)
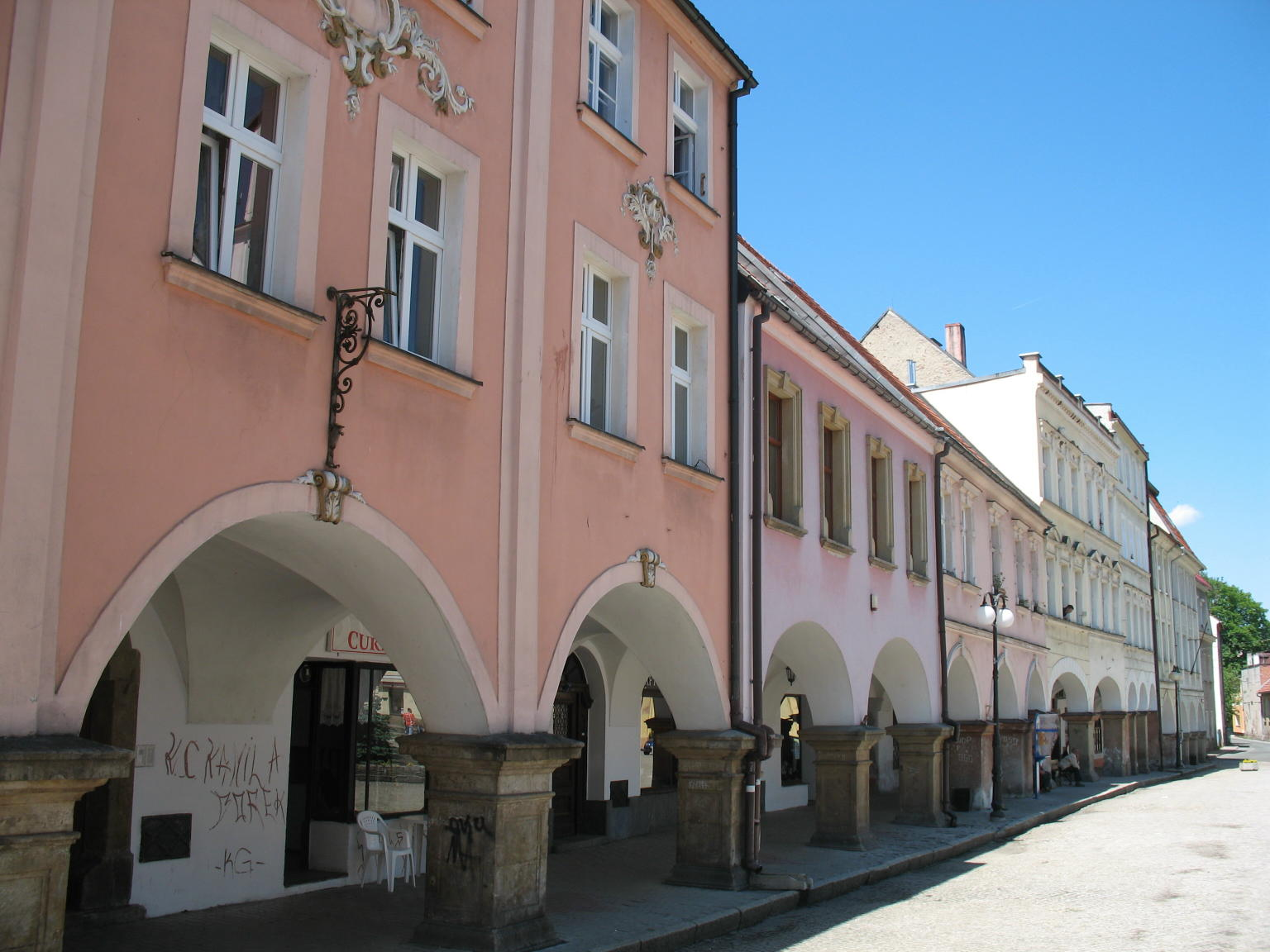
Laubenhäuser am Ring
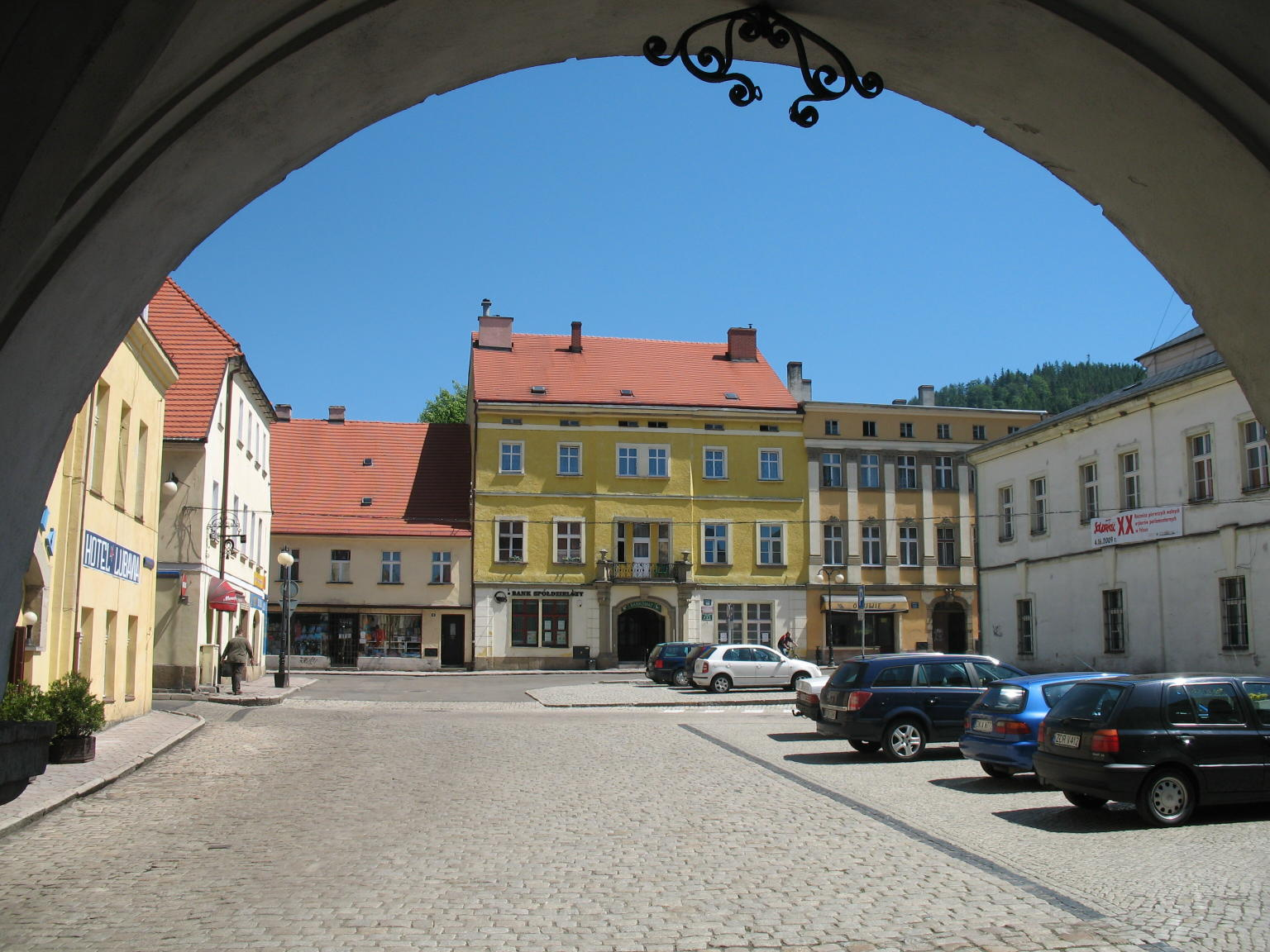
Laubenhäuser am Ring
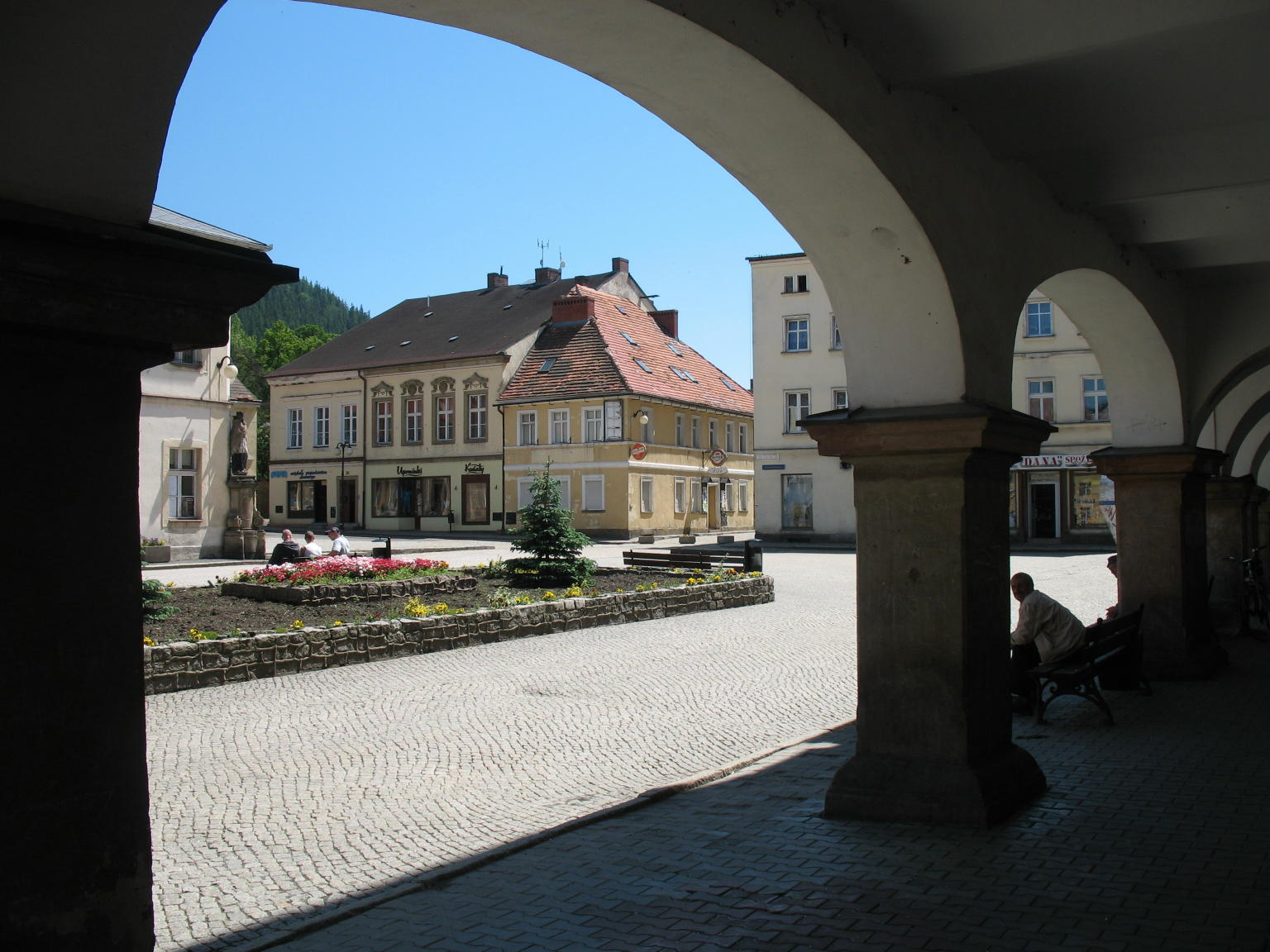
Laubengang
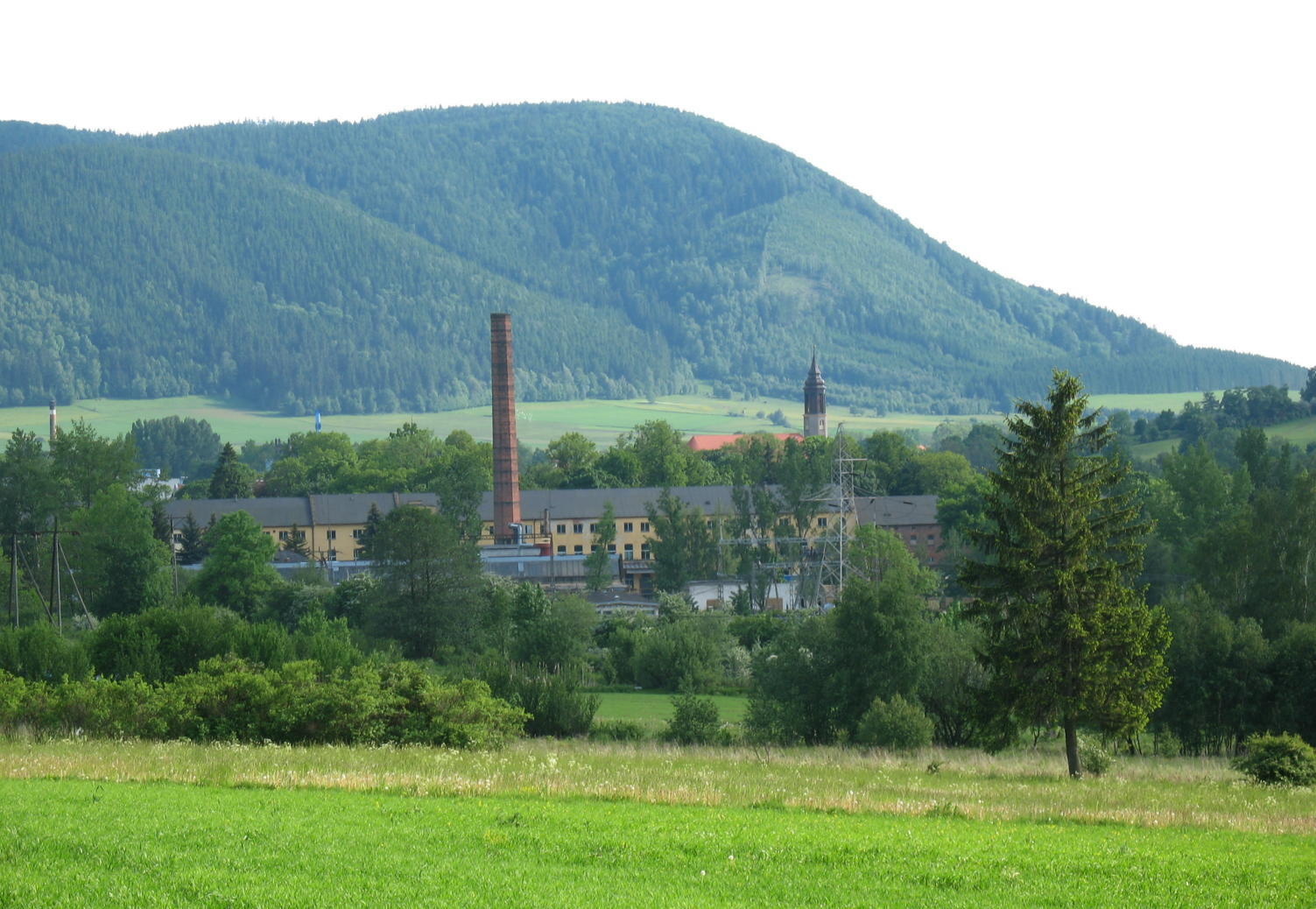
Blick auf Liebau mit alter Leinenfabrik und Turm der Pfarrkirche
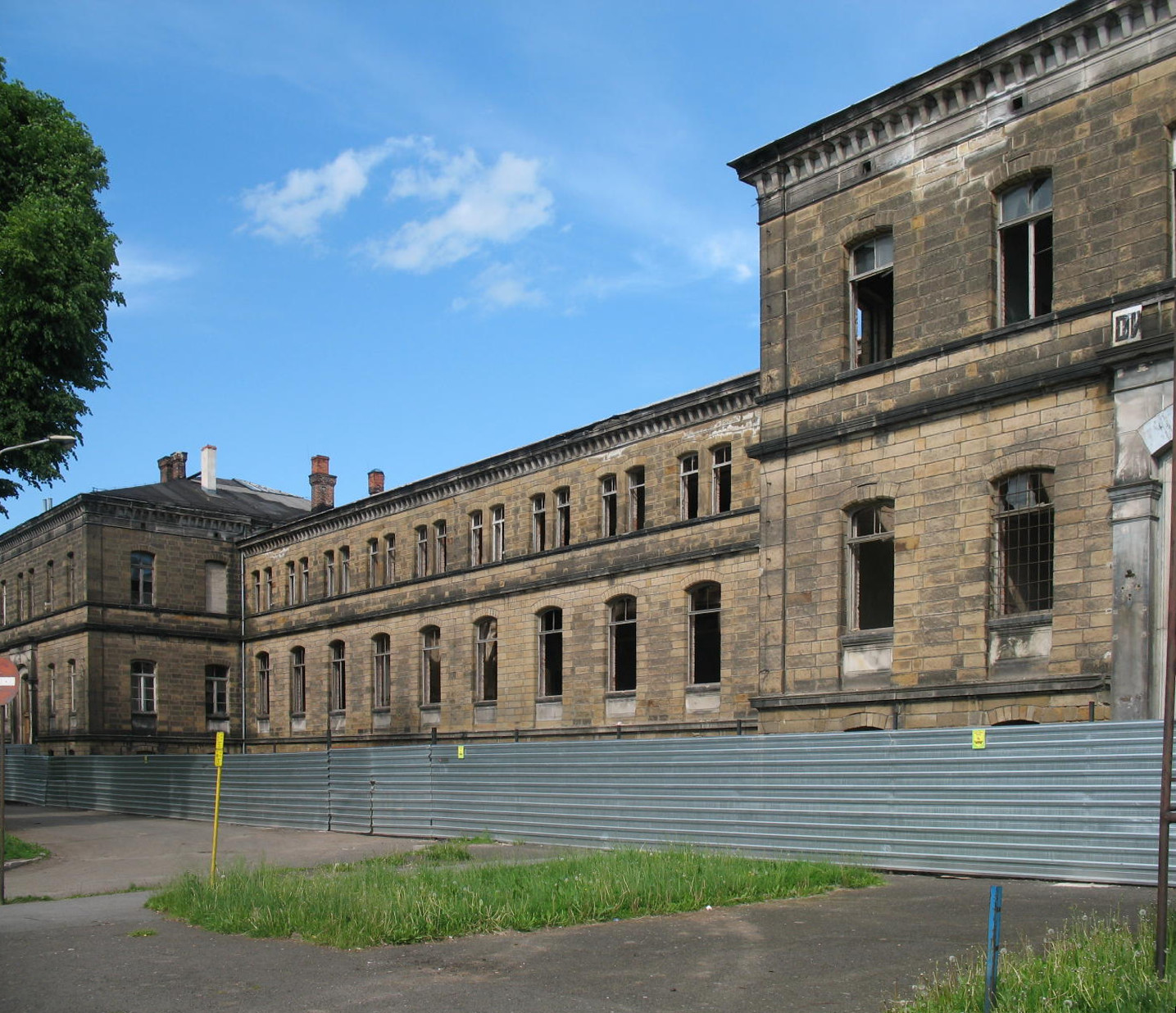
Ruine des Bahnhofs
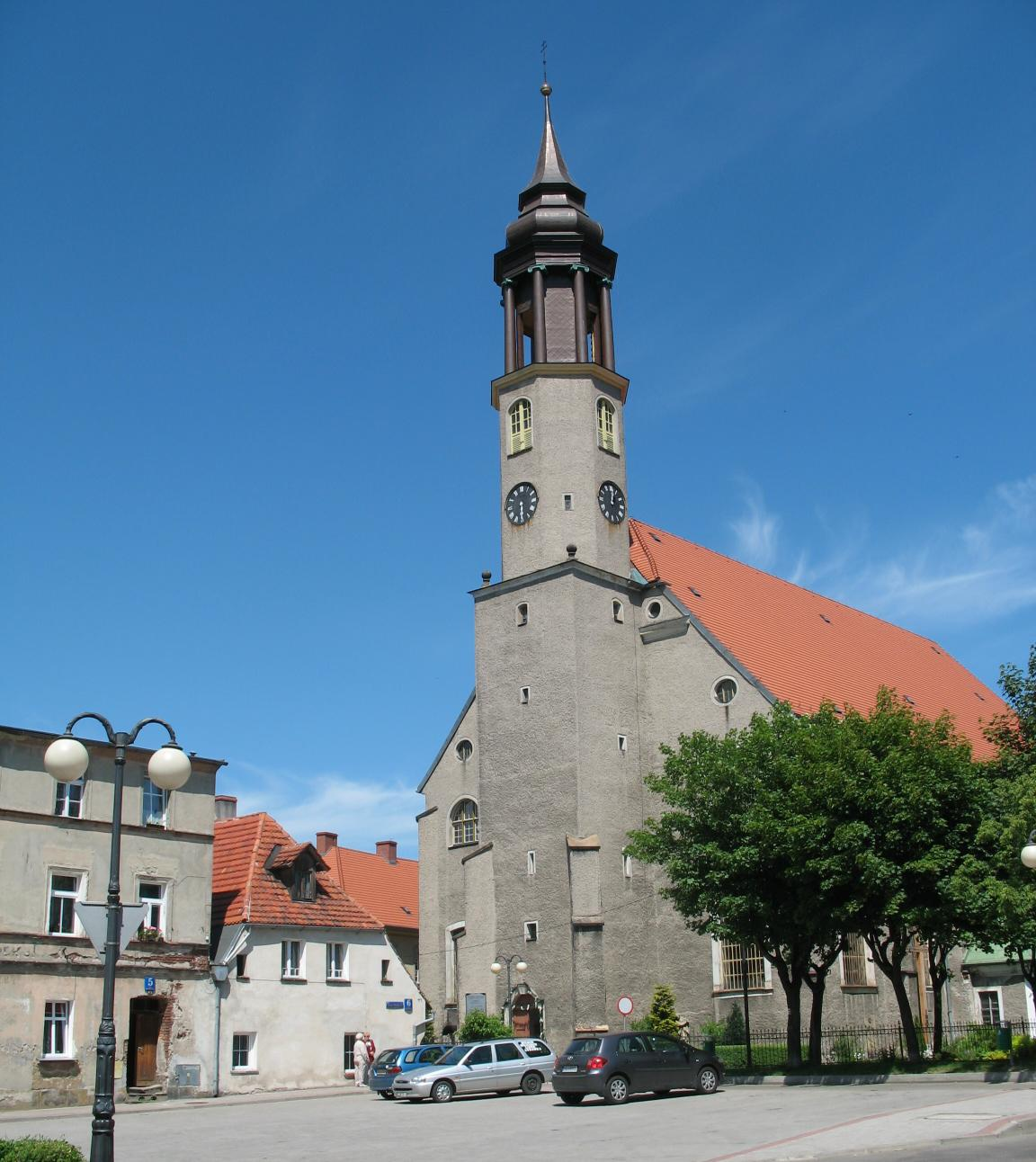
Pfarrkirche Mariä Himmelfahrt
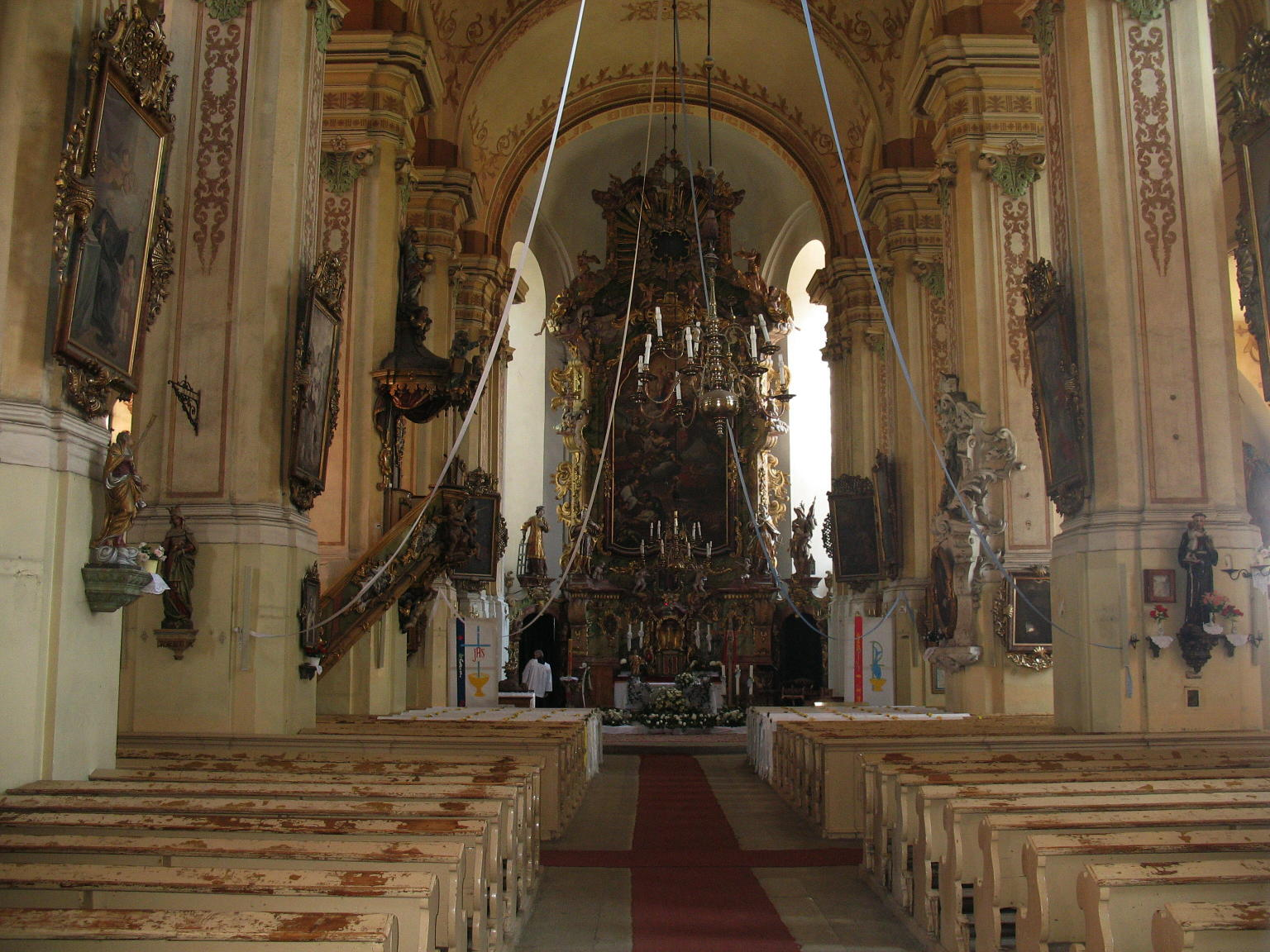
Pfarrkirche, barocke Innenausstattung
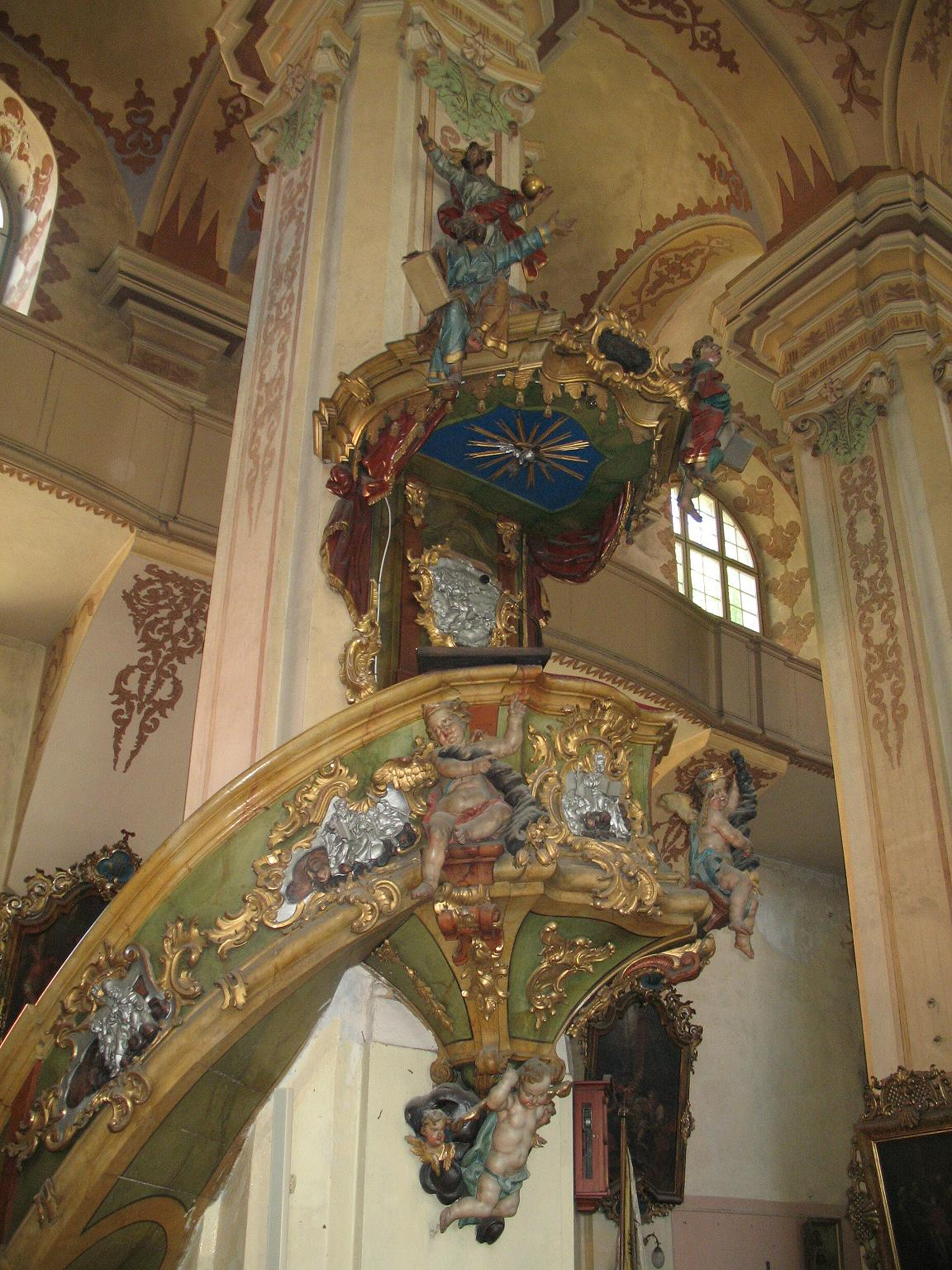
Pfarrkirche, Barockkanzel
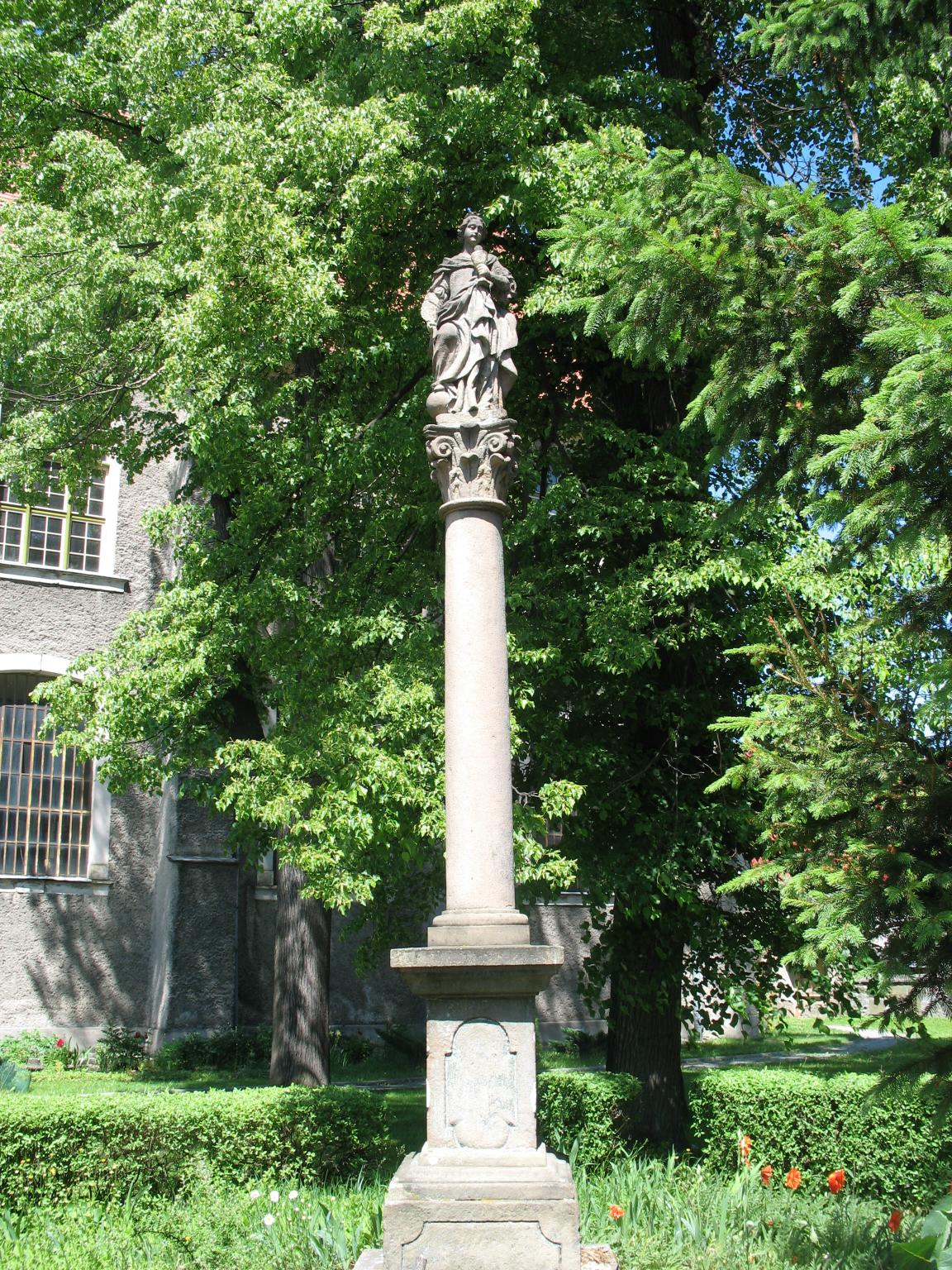
Barbarastatue vor der Pfarrkirche
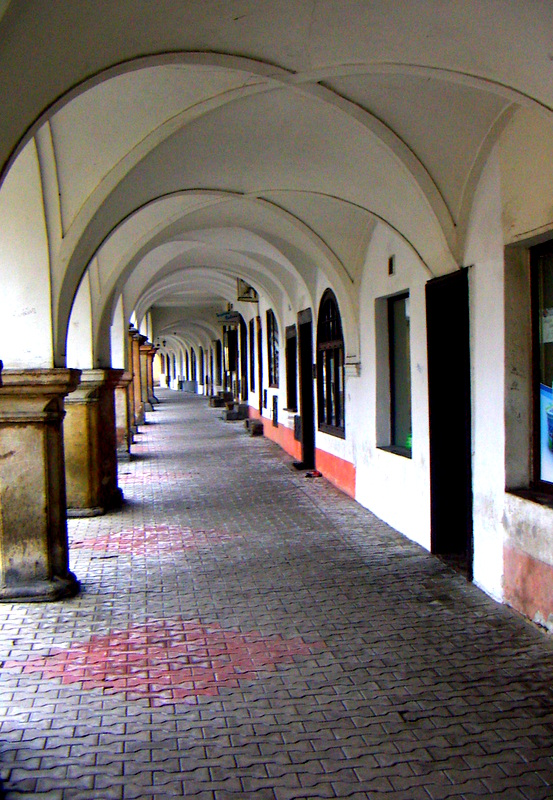
Laubengang
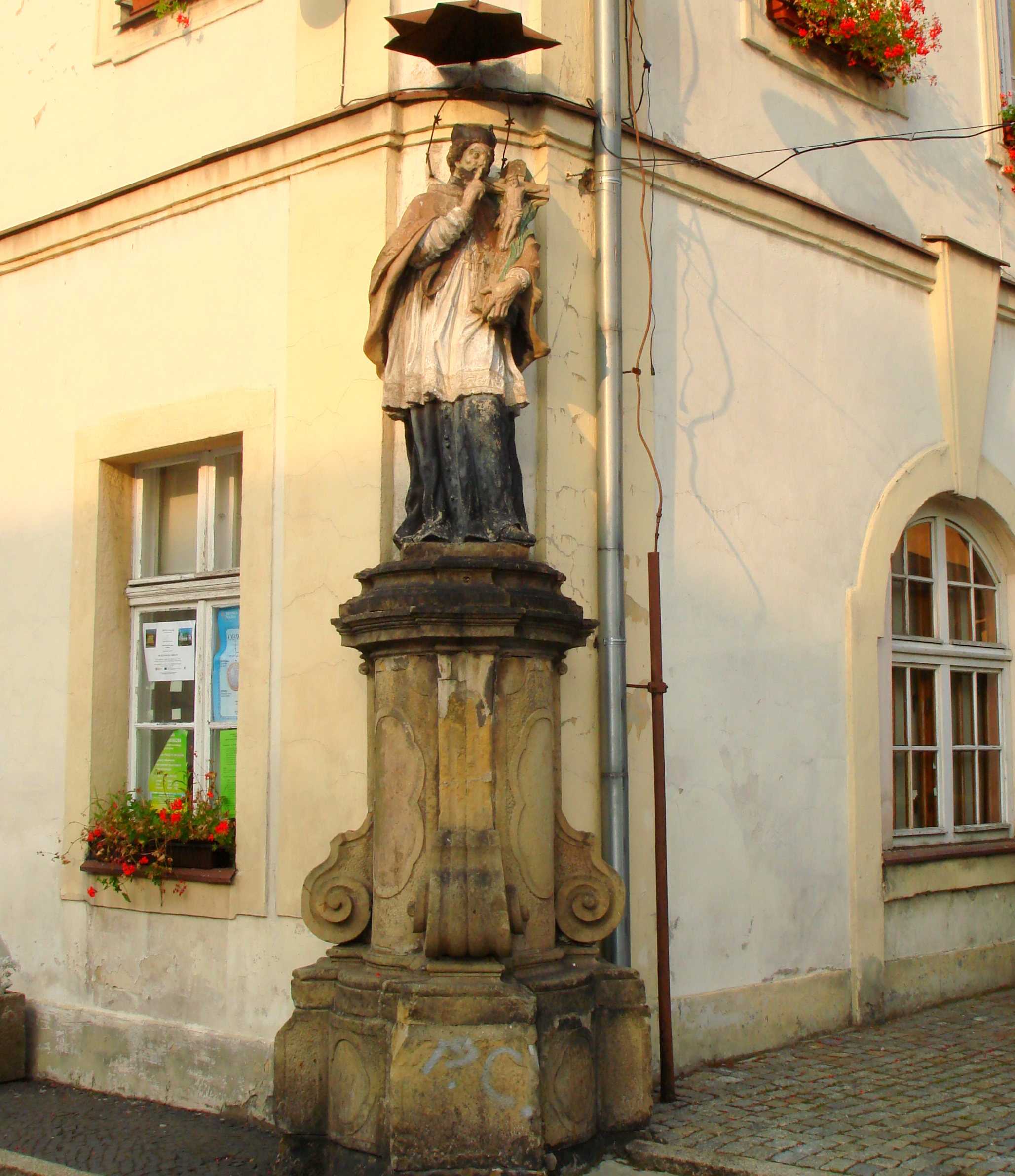
Johannes-Nepomuk-Statue